# Le Prisonnier de la Seconde Avenue
Pour plus de détails, voir Fiche technique et Distribution.
Le Prisonnier de la Seconde Avenue (The Prisoner of Second Avenue) est un film américain réalisé par Melvin Frank et sorti en 1975.

## Synopsis
Un chômeur fait une dépression nerveuse.

## Fiche technique
Sauf indication contraire, les informations mentionnées dans cette section peuvent être confirmées par la base de données cinématographiques IMDb,  présente dans la section « Liens externes ».
- Titre original : The Prisoner of Second Avenue
- Titre français : Le Prisonnier de la Seconde Avenue
- Réalisation : Melvin Frank
- Scénario : Neil Simon, d'après sa pièce
- Direction artistique : E. Preston Ames
- Costumes : Joel Schumacher
- Photographie : Philip H. Lathrop
- Montage : Bob Wyman
- Musique : Marvin Hamlisch
- Société de production et de distribution : Warner Bros.
- Pays de production :  États-Unis
- Langue : anglais
- Format : Couleur (Technicolor) - 35 mm - 2,35:1 - Son mono
- Genre : Comédie noire
- Durée : 98 minutes
- Dates de sortie : 
  - États-Unis : 14 mars 1975
  - France : 10 septembre 1975
- Affiche : Bill Gold (États-Unis)

## Distribution
- Jack Lemmon : Mel
- Anne Bancroft : Edna
- Gene Saks : Harry Edison
- Elizabeth Wilson : Pauline
- Florence Stanley : Pearl
- Maxine Stuart : Belle
- Gene Blakely : Charlie
- Ivor Francis (en) : le psychiatre
- F. Murray Abraham : le chauffeur de taxi
- Sylvester Stallone : le jeune dans le parc
- Ed Peck : un homme
- Gary Owens
- M. Emmet Walsh

## Distinctions

### Récompenses
- David di Donatello 1975 : David Europeo pour Melvin Frank

### Nominations
- British Academy Film Awards 1976 :  Meilleure actrice pour Anne Bancroft
- Writers Guild of America Awards 1976 : Meilleure comédie pour Neil Simon